# Gynopygoplax submaculata
Gynopygoplax submaculata är en insektsart som först beskrevs av Walker 1851.  Gynopygoplax submaculata ingår i släktet Gynopygoplax och familjen spottstritar. Inga underarter finns listade i Catalogue of Life.